# Pauli Toivonen
Pauli Toivonen (n. 22 de agosto de 1929 en Jyväskylä, Finlandia - f. el 14 de febrero de 2005) fue un piloto finlandés de rally. Condujo para diferentes marcas como Citroën, Lancia y Porsche; con las que logró diversos éxitos a lo largo de su carrera. Fue el padre de los también pilotos de rally Harri y Henri Toivonen.
Aunque Pauli Toivonen era conocido principalmente por conducir coches de rally, también condujo para Porsche en el Campeonato Mundial de Resistencia y para Renault en las 24 Horas de Le Mans.

## Trayectoria
Ganó la polémica edición 35º del Rally de Montecarlo. En un principio los vencedores fueron los finlandeses Timo Mäkinen y Rauno Aaltonen que corrían ambos con un Mini Cooper, del equipo BMC. Al finalizar la carrera, los comisarios descubrieron que los faros de los Mini eran de yodo con bombillas de un solo filamento y que la luz que emitían era de carretera. Cuando se encendían las luces de cruce, los faros principales se apagaban y se encendían los auxiliares situados en la parrilla. Según la legislación francesa las bombillas de un solo filamento estaban prohibidas y los faros principales debían tener dos filamentos para dar luz larga y de cruce. Por este motivo los tres Mini fueron descalificados, junto al Ford Cortina de Roger Clark y otros dos Ford de Vic Elford y Bengt Söderstrom, y tres participantes más, todos británicos. 
La victoria entonces, fue concedida a Pauli Toivonen que competía con el equipo Citroën a bordo de un Citroën DS. El finlandés, que había finalizado quinto por delante de René Trautmann, Ove Andersson y de Bob Neyret su compañero de equipo, recibió la noticia sorprendido y algo avergonzado. Como resultado de ello, Pauli no se jactó nunca de su victoria en el Rally de Montecarlo, porque sentía que no había merecido la victoria. Sin embargo, cuando su hijo, Henri ganó el mismo evento justo veinte años más tarde, en 1986, esta vez de manera convincente, a Pauli se le oyó decir: "Ahora el nombre de Toivonen se ha limpiado".
Dos años más tarde, en 1968 fue campeón de Europa de Rally  y ganó cuatro rallyes con Porsche en el mismo año.
Su hijo Henri Toivonen y Sergio Cresto (su copiloto) murieron cuando su Lancia se salió de la carretera y se incendió durante el Rally de Córcega de 1986. Henri tenía solamente 29 años de edad.

## Palmarés

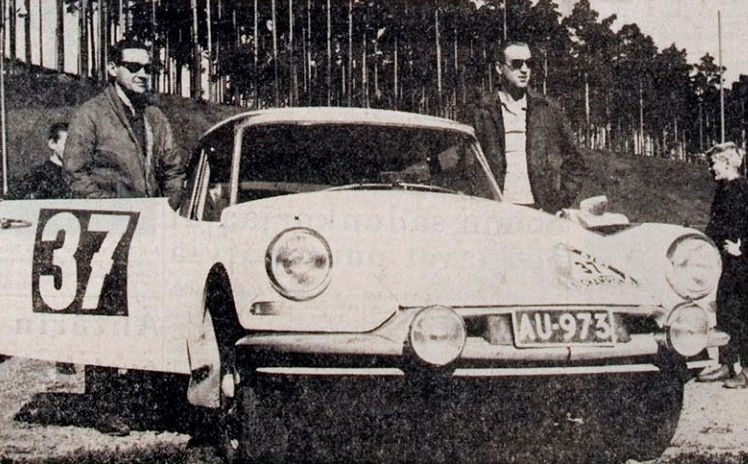
Toivonen con el Citroën DS en el Rally de Finlandia de 1962.

### Títulos
| Año  | Título                           | Vehículo      |
| ---- | -------------------------------- | ------------- |
| 1962 | Campeonato de Finlandia de Rally | Citroën DS    |
| 1968 | Campeonato Europeo de Rally      | Porsche 911 T |

### Resultados destacados
| Año  | Rally                         | Resultado | Vehículo         | Copiloto      |
| ---- | ----------------------------- | --------- | ---------------- | ------------- |
| 1961 | Rally Mil Lagos               | 2º        | Citroën          | Jaakko Kallio |
| 1962 | Rally Mil Lagos               | 1º        | Citroën DS19     | Jaakko Kallio |
| 1963 | Rally de Monte Carlo          | 2º        | Citroën DS19     | A. Jarvi      |
| 1965 | Rallye de los Mil Lagos       | 3º        | Volkswagen 1500S | Kalevi Leivo  |
| 1966 | Rally de Montecarlo           | 1º        | Citroën DS 21    | E. Mikander   |
| 1967 | Rally de Suecia               | 6º        | Lancia           | Ahava         |
| 1967 | Tour de Corse                 | 2º        | Lancia           | M. Tiukkanen  |
| 1967 | Rallye de los Mil Lagos       | 7º        | Lancia           | Salonen       |
| 1968 | Rally de Montecarlo           | 2º        | Porsche 911T     | M. Tiukkanen  |
| 1968 | Rally Acropolis               | 3º        | Porsche 911T     | M. Kolari     |
| 1968 | Rallye de Alemania Occidental | 1º        | Porsche 911T     | M. Kolari     |
| 1968 | Rallye de Alemania Oriental   | 1º        | Porsche 911T     | M. Kolari     |
| 1968 | Rally de San Remo             | 1º        | Porsche 911T     | M. Tiukkanen  |
| 1968 | Rally Castrol del Danubio     | 1º        | Porsche 911T     | M. Tiukkanen  |
| 1968 | Rally de Ginebra              | 1º        | Porsche 911T     | Vihervaava    |
| 1969 | Rally Acropolis               | 1º        | Porsche 911S     | M. Kolari     |